# Památník Jaroslava Haška
Památník Jaroslava Haška se nachází v Lipnici nad Sázavou, v domku, kde Jaroslav Hašek bydlel. Přišel sem s přítelem malířem Jaroslavem Panuškou v létě roku 1921. Než koupil poměrně drahý domek pod hradem, číslo popisné 185, bydlel téměř rok v hospodě U České koruny. Domek se stal později památníkem Jaroslava Haška. Domek opravil, ale obýval pouze jednu místnost se svou druhou ženou Šurou. Dlouhou dobu v domku nepobyl, 3. ledna 1923 zde zemřel. Jedno je jisté, jeho příchod na Lipnici znamenal pro toto krásné a tiché místo pozdější velkou popularitu.
Pamětní expozice v domku, kde Hašek diktoval text "Švejka" písaři K. Štěpánkovi, byla otevřena roku 1959. Roku 1983 došlo k reinstalaci expozice. Pracovníci Muzea Vysočiny v Havlíčkově Brodě expozici v minulých letech doplnili. Správcem památníku je Muzeum Vysočiny v Havlíčkově Brodě. Dům je chráněn jako kulturní památka České republiky.

## Prohlídka muzea
Při vstupu do domu se na pravé straně nachází fotografie z proslulých, komunistickým režimem podporovaných, festivalů Haškova Lipnice. Ty se v obci konaly vždy v amfiteátru pod hradem od roku 1959. Tato akce byla nazývána festivalem humoru a satiry. Na Lipnici tehdy přijížděli významní herci a zpěváci. Konaly se zde výstavy, literární a hudební programy, galakoncerty, koncerty dechové hudby a promítaly filmy. Akce pokračují dodnes, ovšem již ne v tak masivní podobě.
Prohlídka začíná v 1. patře, ve dvou místnostech nás nově instalované panely seznamují s životem proslulého spisovatele. Dočteme se o jeho mládí, rodině. Jednotlivé panely výstižně vystihují etapy jeho života. Jsou nazvány například Tulák a spisovatel, Redaktor a anarchista, Manžel a majitel kynologického ústavu, Strana mírného pokroku v mezích zákona. Jsou zde připomenuti i jeho velcí přátelé, akademický malíř Panuška a spisovatel Zdeněk Matěj Kuděj. Vše je doplněno dobovými fotografiemi a ukázkami z jeho rukopisů. V těchto místnostech nejsou samozřejmě opomenuta Haškova díla. Hašek není jen autorem Osudů dobrého vojáka Švejka, který ho díky překladu do němčiny celosvětově proslavil, ale je autorem půldruhého tisíce povídek, satir, humoresek, článků i divadelních her a humoristických románů. Největší část muzea je věnována právě postavě vojáka Švejka. Najdeme zde české vydání, hebrejské, gruzínské i holandské. V další části expozice pak překlady do dalších jazyků. Tyto místnosti doplňují dobové exponáty – deštník, klobouk, půllitr, lahev, harmonika. Nejcennějším exponátem jsou ovšem Haškovy hodinky. Zajímavá je replika rakousko-uherské uniformy a replika ženských šatů z dadaistického výletu s Kudějem. Najdeme zde i vyobrazení Josefa Lady, dalšího Haškova přítele. Dalším exponátem je i mobilní dřevěný Haškův hrob od havlíčkobrodského sochaře R. Dvořáka z roku 1983.
Po schodech se dostáváme do druhé části památníku, kde jsou opět připomínány lipnické festivaly a literární postava Josef Švejk. Dále můžeme nahlédnout do místnosti, kde Hašek žil. Místnost je zařízena prostě, dobovým nábytkem. Vidíme zde stůl se sedmi židlemi, nádobí, postel, skříň, kamna.
Spisovatel je pochován na místním hřbitově. Náhrobek má tvar otevřené knihy. Jeho dvě sochy, které se v Lipnici nacházejí, nalezneme naproti památníku a druhou pak u hostince U České koruny (ten v současné době vlastní Haškův vnuk Richard).